# Dr Pepper

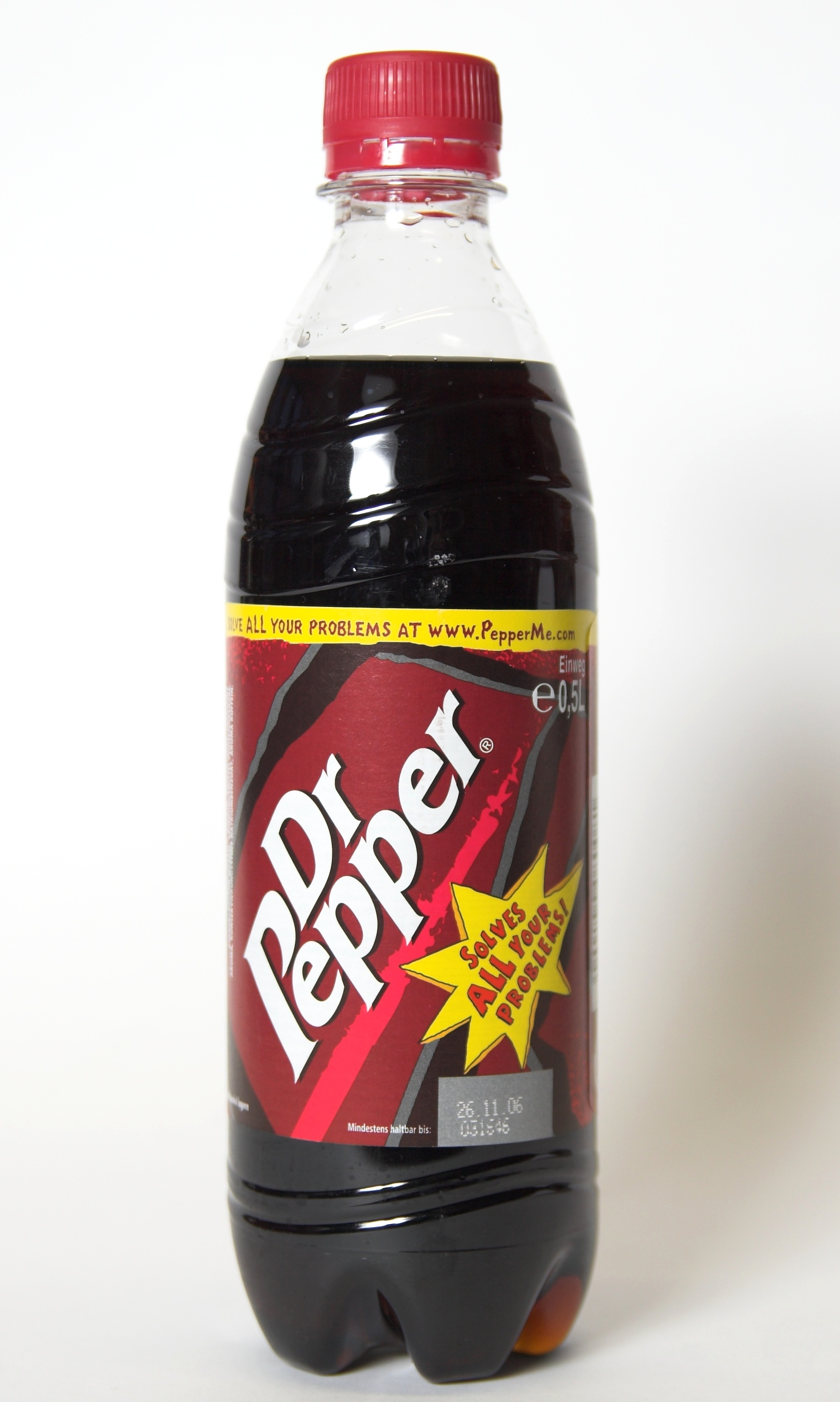
Flesje Dr Pepper

Dr Pepper is een suikerhoudende koolzuurhoudende frisdrank die in de Verenigde Staten wordt gemaakt door Dr Pepper/Seven Up, Inc., dat een onderdeel is van het bedrijf Cadbury Schweppes. Het hoofdkwartier van Dr Pepper staat in Plano (Texas), een voorstad van Dallas. Het eigendom van het handelsmerk varieert per land.

## Geschiedenis en ontwikkeling van de drank
De drank was voor het eerst te koop in Waco, Texas in 1885. Landelijke verkrijgbaarheid in de Verenigde Staten werd bereikt in 1904 tijdens de Louisiana Purchase Exposition. De exacte datum van het idee voor Dr Pepper is onbekend, het Amerikaanse patentbureau erkent de datum van 1 december 1885 als de datum waarop voor het eerst Dr Pepper werd geschonken. De formule werd ontwikkeld door apotheker Charles Alderton, in een apotheek te Waco. Hij was echter niet geïnteresseerd in frisdranken en gaf de formule aan Wade Morrison, de eigenaar van de apotheek.
Dr Pepper is niet zoals Coca-Cola en Pepsi een coladrank. De smaak van Dr Pepper is een mengeling van smaken die bij de introductie van de drank populair waren bij de frisdrankcounter of soda fountain. Een gedeeltelijke lijst van ingrediënten is zichtbaar in het bedrijfsmuseum in Waco. De echte formule (met 23 grondstoffen) is een goed bewaard geheim. In tegenstelling tot de volkswijsheid, heeft Dr Pepper nooit pruimensap bevat. In Texas is de frisdrank verwikkeld in een hevige concurrentiestrijd met Pepsi.
Dr Pepper is ook verkrijgbaar in een lightvariant (Diet Dr Pepper of Dr Pepper Zero). Hierin wordt de suiker vervangen door aspartaam. Na de herintroductie begin jaren 90 van de 20e eeuw heeft het bijna dezelfde smaak als de variant met suiker.

### Distributie
In de Verenigde Staten bezit Dr Pepper/Seven Up, Inc. geen eigen bottelarijen en distributeurs, maar wordt dit verzorgd door contractwerk aan bottelarijen van zowel Coca-Cola als Pepsi. Zowel Pepsi als Coca-Cola heeft een aandeel van 30% in de productie van de frisdrank. In de overige gevallen wordt gebruikgemaakt van onafhankelijke bottelarijen.
In Canada en Polen zijn de rechten in licentie gegeven aan PepsiCo, Inc.. In Duitsland, Mexico, Frankrijk, Zweden, Italië, Nederland, Slowakije, Finland, Oostenrijk, Tsjechië, België en Noorwegen is Orangina Schweppes eigenaar van het handelsmerk en de distributie. In Nederland wordt het afvullen sinds februari 2010 uitbesteed aan Coca-Cola Enterprises in Rotterdam. In de rest van de wereld is The Coca-Cola Company eigenaar van het handelsmerk. Deze eigenaardige constructie is het gevolg van anti-kartelmaatregelen.
De oudste bottelarij van Dr Pepper stond in Dublin (Texas). In de jaren 70 van de 20e eeuw weigerde fabriekseigenaar Bill Kloster de fabriek om te bouwen van rietsuiker naar de goedkopere bietsuiker. Tientallen jaren was dit de enige Amerikaanse fabriek die nog rietsuiker gebruikte. Het product stond bekend als Dublin Dr Pepper. Contractuele verplichtingen echter verboden verkoop in grote hoeveelheden buiten een straal van veertig mijl rond de fabriek. Het was het bedrijf echter wel toegestaan om aan particulieren niet-commerciële hoeveelheden te verkopen zonder veertig-mijl-restrictie. Het bedrijf verkocht het product dan ook via internet. Op 12 januari 2012 werd bekend dat de Dublin Dr Pepper niet meer geproduceerd zal worden, nadat een juridisch geschil omtrent het handelsmerk met Dr Pepper Snapple Group buiten de rechtszaal werd afgewikkeld.
Deze variant mag niet verward worden met de Dr Pepper uit Dublin (Ierland), waar een bottelarij van Coca-Cola staat die Dr Pepper maakt.

## Andere smaken
Dr Pepper wordt naast Regular, Diet (of Zero), Ten en Dublin ook aangeboden als "Cherry Dr Pepper", "Caffeine Free Dr Pepper" en "Cherry Vanilla Dr Pepper", alle drie in zowel Regular als Diet verkrijgbaar.

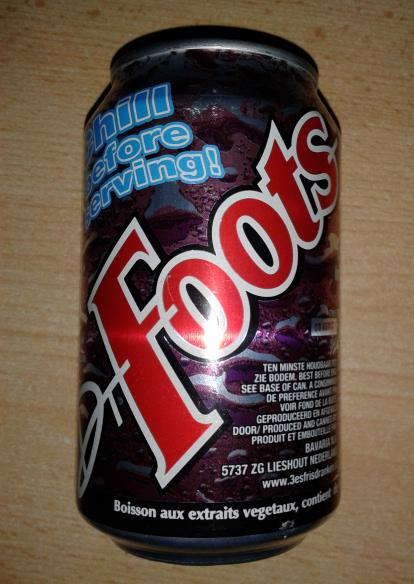
Een blikje Dr Foots (van Bavaria)

### Imitaties
Er zijn vele imitaties op de markt van het product. In Nederland is dit Dr Foots van Royal Swinkels. De frisdrank wordt geproduceerd door Brouwerij Bavaria. Bavaria introduceerde Dr Foots in 1996 nadat de licentieovereenkomst die het met Dr Pepper had na dertien jaar werd opgezegd.